# Opus (кодек)
Opus (ранее Harmony) — аудиокодек для сжатия с потерями, разработанный сообществом Internet Engineering Task Force (IETF) специально для применения в приложениях реального времени в Интернете. Является открытым форматом, стандартизованным в RFC 6716, a эталонная реализация распространяется под трёхчастной лицензией BSD. Все известные патенты, под которые подпадает кодек Opus, доступны под лицензией royalty-free.
Основное преимущество данного кодека — низкая задержка кодирования (от 2,5 до 60 мс, настраиваемо), более сильное сжатие аудиоданных, поддержка многоканального звука (до 255 каналов).
Формат битового потока был зафиксирован 8 января 2012 года.

## Основные возможности
Основные возможности Opus:
- Частота дискретизации от 8 до 48 кГц[7];
- Битрейт от 6 до 510 кбит/с[8];
- Поддерживаются режимы постоянного и переменного битрейта;
- Задержка кодирования от 2,5 до 60 мс, настраиваемо;
- Существуют реализации, использующие арифметику либо с фиксированной запятой, либо с плавающей запятой;
- Многие параметры (практически, все, за исключением частоты дискретизации и числа каналов) можно менять «на лету», без переинициализации и, следовательно, прерывания потока;
- При потере блока (например, при передаче посредством UDP) возможна попытка восстановления сигнала.
- Не является обязательной синхронизация настройки частоты дискретизации между кодером и декодером. Рекомендуется настраивать частоту дискретизации при декодировании, исходя из вычислительной мощности[9].

Opus продемонстрировал более высокое качество на битрейте 64 кбит/с по сравнению c Nero HE-AAC, Vorbis и AAC LC, но несколько ниже, чем Apple HE-AAC.

### Частота дискретизации
Поддерживаемые частоты дискретизации были определены в RFC 6716RFC:
| Сокращение           | Полоса пропускания звука, кГц | Эффективная частота дискретизации, кГц |
| -------------------- | ----------------------------- | -------------------------------------- |
| NB (narrowband)      | 4                             | 8                                      |
| MB (medium-band)     | 6                             | 12                                     |
| WB (wideband)        | 8                             | 16                                     |
| SWB (super-wideband) | 12                            | 24                                     |
| FB (fullband)        | 20                            | 48                                     |

### Контейнеры
Звуковые данные кодека могут быть упакованы в контейнер Ogg. Содержимое такого Ogg Opus потока должно быть определено как audio/ogg; codecs=opus с рекомендованным расширением файла .opus. Поддержка упаковки в контейнеры Matroska была реализована в MKVToolNix. Opus также является зарегистрированным форматом MPEG-TS и контейнеров MP4. Спецификация медиаконтейнера WebM предусматривает использование кодека Opus для кодирования аудиоданных.

### Сравнение с аналогами

Сравнение эффективности кодирования разных кодеков в зависимости от битрейта

В 2011 году Яном Скёглундом из Google были проведены две серии тестов, в ходе которых было проведено сравнение кодирования и декодирования в Opus на основе оценки группы экспертов и неподготовленных слушателей. По его выводам, для стереомузыки Opus при 64 кбит/20 мс, 80 кбит/10 мс и 128 кбит/5 мс дает такое же качество, как MP3 128 кбит, AAC-LC 96 кбит и лучшее качество, чем G.719 64 кбит.

## История появления
4 февраля 2013 года была анонсирована новость о сеансе видеосвязи напрямую между браузерами Mozilla Firefox Nightly и Google Chrome Beta 25. Этот сеанс анонсировал поддержку обоими браузерами стандарта WebRTC, на основе которого и был совершен сеанс. Соединение осуществлялось с помощью дополнения RTCPeerConnection. Для передачи звука и видео используются свободные кодеки Opus и VP8, для шифрования — DTLS-SRTP, для поддержки NAT — ICE.

## Использование
Черновик стандарта WebRTC «WebRTC Audio Codec and Processing Requirements» от 15 октября 2013 года содержит требование поддержки клиентами форматов Opus и G.711.
Поддерживается в разработанных Mozilla программах Firefox и Thunderbird с 15 версии.
Аудиоформат Opus поддерживают такие приложения, как GStreamer, FFMpeg, foobar2000, K-Lite Codec Pack, AIMP,  LAVfilters, PotPlayer и VLC player (начиная с 2.0.4). Анонсированы работы по поддержке Opus в голосовом чате Mumble и прошивке для аудиоплееров Rockbox. Разработчики популярных приложений для голосового чата Discord и TeamSpeak 3 также внедрили поддержку кодека.
Популярный видеохостинг YouTube использует Opus для звуковых дорожек при воспроизведении любого видео.

## Патентные претензии
Компании Huawei и Qualcomm предъявили претензии о нарушении собственных патентов, которые затем были отвергнуты как несостоятельные.